# 氷川きよし・演歌名曲コレクション16〜櫻〜
『演歌名曲コレクション16〜櫻〜』は、氷川きよしのアルバム。日本コロムビアから2012年6月13日に発売された。

## 概要
Aタイプ・初回完全限定スペシャル盤とBタイプ・通常盤の2形態リリース。Aタイプにはシングル「櫻」AタイプのC/W曲「出発」のMVが収録されたDVD付。Aタイプ・Bタイプ共に、ジャケット写真の及び歌詩ブックの内容はそれぞれ異なる。

## 収録曲
1. 櫻 [4:49]
  - 作詩:なかにし礼
  - 作曲:平尾昌晃
  - 編曲:若草恵
2. 一番星よ こんばんは [4:10]
  - 作詩:喜多條忠
  - 作曲:蔦将包
  - 編曲:石倉重信
3. 回転木馬(メリーゴーランド) [4:25]
  - 作詩:いではく
  - 作曲:永井龍雲
  - 編曲:前田俊明
4. 紅い落葉 [4:32]
  - 作詩:水木れいじ
  - 作曲:宮下健治
  - 編曲:南郷達也
5. 振り子 [4:05]
  - 作詩:かず翼
  - 作曲:大谷明裕
  - 編曲:石倉重信
6. 残雪の町 [4:24]
  - 作詩:水木れいじ
  - 作曲:杜奏太朗
  - 編曲:宮崎慎二
7. 君は心の妻だから [4:30]
  - 作詩:なかにし礼
  - 作曲:鶴岡雅義
  - 編曲:石倉重信
  - オリジナル歌唱:鶴岡雅義と東京ロマンチカ
8. 一杯のコーヒーから [2:56]
  - 作詩:藤浦洸
  - 作曲:服部良一
  - 編曲:石倉重信
  - オリジナル歌唱:霧島昇、ミス・コロムビア
9. 奥飛驒慕情 [4:32]
  - 作詩・作曲:竜鉄也
  - 編曲:石倉重信
  - オリジナル歌唱:竜鉄也
10. 錆びたナイフ [3:19]
  - 作詩:萩原四朗
  - 作曲:上原賢六
  - 編曲:石倉重信
  - オリジナル歌唱:石原裕次郎
11. ミヨちゃん [3:32]
  - 作詩:平尾昌晃・音羽たかし
  - 作曲:平尾昌晃・津々美洋
  - 編曲:石倉重信
  - オリジナル歌唱:平尾昌晃
12. 王将 [3:38]
  - 作詩:西條八十
  - 作曲:船村徹
  - 編曲:石倉重信
  - オリジナル歌唱:村田英雄